# Троїцька церква (Запсілля)
Свято-Троїцька церква — православний храм на честь Святої Трійці в селі Запсілля Миропільської сільської громади Сумського (колишнього Краснопільського району) Сумської області України, знаходилася у віданні Сумської єпархії Української Православної Церкви. Пам’ятки архітектури місцевого значення (охоронні №№ 129, 3550-См).

## Історія
Відомо, що вже у 1671 році у Запсіллі, яке тоді було частиною міста Миропілля, вже існував дерев'яний храм на честь Святої Трійці. Церква проіснувала не одне століття до того, як на її місці побудували новий кам'яний храм, також присвячений Трійці. Рік будівництва церкви в реєстрі пам'яток Сумщини не зазначається. Очевидно, храм було зведено протягом XVIII — і до завершення ХІХ століття. Богослужіння у ньому не проводяться.
28 травня 2022 року під час російсько-української війни авіація ЗС РФ здійснила три пуски некерованими ракетами по двох прикордонних населених пунктах Сумського району. За інформацією Дмитра Живицького — голови Сумської ОВА, пошкоджено цивільні об'єкти: дитсадок у селі, приватні будинки у селі Запсілля Миропільської громади. Також унаслідок обстрілу поранена одна жінка: уламок влучив їй в ногу. Частково було пошкоджено Троїцьку церкву: повилітали вікна з рамами. Крім того постраждали два корпуси садочка і господарче приміщення, а також пошкоджені 11 приватних будинків.

## Опис
Троїцька церква розташована на східній околиці села Запсілля, північним фасадом звернена до центральної вулиці, яка проходить через усе село. Раніше вона була оточена кам'яною огорожею, від якої зберігся фрагмент західної частини з воротами. Церква виконана в «російському» стилі, цегляна, тинькована, однонавна, безстовпна. Структурно церква складається з трьох частин: нава, бабинець та вівтар. Домінуючу роль у зовнішньому вигляді церкви відіграє двох'ярусний кубічний об'єм, перекритий низьким наметом і увінчаний центральною главою і декоративними главками по кутах. До нього примикають знижена, прямокутної форми апсида і притвор з дзвіницею. Утім, від дзвіниці зберігся лише перший ярус. Західний вхід до храму увінчує невисокий ганок, прикрашений чотирма пучками колон. Кожен пучок об'єднує чотири колони. Перед північним і південним входом також були влаштовані ганки з пучками колон. Утім, північний вхід зберігся фрагментарно.
Основний об'єм храму вінчають глухі кутові барабани, що мають восьмигранну форму. Центральний світловий барабан круглої форми має чотири вікна, в основі розташовані декоративні кокошники. Наличники вікон притвору і апсиди повторюють форму наличників вікон другого ярусу четверика. В оформленні декору основна увага приділена четверику, фасади якого мають традиційне трьохчасне ділення, підкреслене декоративними закомарами. Кути акцентовані п'ятигранними пілонами. Особливе місце в композиції фасадів відведене наличникам вікон другого ярусу з характерними трилопатевими сандриками. Яруси центрального об'єму розділені між поверховим поясом, що переходить в карниз притвору і апсиди.
На захід від церкви зведено зменшену копію церкви, що виконує функцію сучасної церкви. З іншого боку розташовано одноповерховий цегляний будинок. Очевидно, що це або будинок священика, або колишня церковнопарафіяльна школа.